# أحمد متوسليان
أحمد متوسلیان (بالفارسية: احمد متوسلیان) (1954) العسكري إيراني کان واحدا من أربعة إیرانیین الذین اختفوا في لبنان عام 1982 م. وخلال الحرب العراقية-الأيرانية كان قائد حرس الثورة الإسلامية  وأنشأ قسم 27-محمد-رسول الله وکان قائده. لعب دورا في تحرير المحمرة، وبعد ذلك ذهب إلى سوريا كجزء من مجموعة دبلوماسية رفيعة من القادة السياسيين والعسكريين. في يوم 5 يوليو عام 1982، عندما كانت السيارة تنقل الدبلوماسيين وكانت تمر من خلال نقاط التفتيش في طريقها إلى بيروت، تم اعتراضها من قبل حزب الكتائب. السيارة وأربعة ركابها، قد اختفت تماما.
وتتهم إيران إسرائیل من أجل اختطاف دبلوماسییها وتحميلهم في السجون الإسرائيلية والتستر علی مصيرهم.
قالت إسرائيل أنها ليست على علم مصير الدبلوماسيين. ودعت إيران اللجنة الدولية للصليب الأحمر (ICRC) للتحقيق في أماكن وجودهم. بعد ثلاثة عقود على الحادث، لا يزال مصير الدبلوماسيين المفقودین لغزا، ويستمر البحث عن متوسلیان وإيرانيين آخرين. ویفترض أن یکون الدبلوماسیین المفقودین قد أعدموا من قبل الکتائب بعد وقت قصیر من اختطافهم..

## الحیاة المبکرة
ولد أحمد متوسلیان في أسرة متدينة عام 1954 في جنوب طهران. أمضى دراسته الابتدائية في مدرسة مصطفوي في طهران. وأثناء تعليمه، کان یساعد والده في محل الحلويات. عندما وصل إلی سن المراهقة، شارك في الاحتفالات الدينية والمساجد وبدأ أنشطته السياسية ضد نظام محمد رضا بهلوي شاه إیران آنذاك. بعد الانتهاء من دراسته الابتدائية، التحق بالمدرسة الصناعية وحصل على شهادته في عام 1973.

## قبل الثورة الإسلامیة
بعد التخرج، ذهب إلى شيراز لأداء الخدمة العسكرية، وشارك في دورة تدريبية خاصة للدبّابات، ثم تم إرساله إلى سربل ذهاب. أثناء خدمته، واصل نشاطاته السياسية ضد الشاه. بعد انتهاء الخدمة العسكرية، كان يعمل في شركة خاصة وبعد بضعة أشهر تم إرسالها إلى خرم آباد. في عام 1976، السافاك «الشرطة السرية» ألقت القبض عليه بسبب أنشطته السياسية. كان في السجن لمدة خمسة أشهر في الحبس الانفرادي في قلعة فلك الأفلاك بخرم آباد. شارك متوسلیان بنشاط في الثورة 1979 في الحي الذي کان يسكن فيه، وكذلك جنوب طهران. وبعد انتصار الثورة، أنشأ لجنة الثورة الإسلامية في منطقة بالقرب من منزله، وانضم في وقت لاحق بحرس الثورة الإسلامية.

## بعد الثورة الإسلامیة
بعد نجاح الثورة، شارك متوسلیان في الحملات السياسية والعسكرية الثورية المختلفة
- العمليات ضد المعارضة في إقليم كردستان
- مكافحة معاداة الثوار في بوكان، بانه، وسقز في عام 1979
- تحرير سنندج في غرب إيران من أعداء الثورة
- تحرير طريق باوه-کرمانشاه في عام 1980
- تحرير مدینة مريوان في مايو 1980
- تحرير مرتفعات ديزلى
- إنشاء قسم 27 محمد الرسول الله في حرس الثورة الإسلامیة
- عملية بیت المقدس في 30 أبريل 1982[10]

## مهمته في لبنان
بعد تحرير المحمرة، عرف متوسلیان أن إسرائيل قد اجتاحت لبنان. في يونيو 1982، إنه ذهب إلى الحدود اللبنانية-السورية، کرئيس وحدة الكوماندوز، ولكن تم إعادة الوحدة إلى إيران من قبل السلطات السورية لكن توقف متوسلیان لحماية السفارة الإيرانية من الإسرائيليين وحزب الكتائب. وفي 5 يوليو 1982، عندما كانت السيارة تنقل الدبلوماسيين كانت تمر من خلال نقاط التفتيش في طريقها إلى بيروت، تم اعتراضها من قبل حزب الكتائب، واختفت السيارة وأربعة ركابها، على الرغم من الحصانة الدبلوماسية وأنهم كانوا يستخدمون وسيلة رسمية للدولة. للمرة الأخيرة، رأی الدبلوماسيين الإيرانيين في بربرة عند نقطة التفتيش التي تسيطر عليها إيلي حبيقة. ثم تم اختطافهم من قبل حزب الكتائب. الدبلوماسيون المفقودون هم متوسلیان، الملحق العسكري ورئيس القوات الخاصة من إيفاد يونيو، سيد محسن موسوي، القائم بأعمال السفارة الإيرانية في بيروت، وتقي راستيجار مقدم، فني السفارة، بالإضافة إلى كاظم اخوان، وهو صحفي لوكالة أنباء الجمهورية الإسلامية.
وقال سمير جعجع بعد ثماني سنوات: "إنهم تعرضوا للقتل بناء على أوامر من رئيس المخابرات للمجموعة إيلي حبيقة. وفقا لتقرير إسرائيلي، هؤلاء الرجال قتلوا علی ید القوات اللبنانية. ادعت إسرائيل في بيان في عام 2010 أن الدبلوماسيين لم تستسلموا لإسرائيل أبدا. في مکان آخر، في استجابة لطلب من حزب الله لبنان، فإنه ادعى أن هؤلاء الأربعة لقوا حتفهم. ولكن اتهمت إيران إسرائيل من الخطف واحتجازهم في السجون الإسرائيلية والتستر علی مصيرهم. أيضا، إيران دعت اللجنة الدولية للصليب الأحمر (ICRC) لتوضيح مكان وجودهم. وقد ادعت إسرائيل أنها على بينة من مصير الدبلوماسيين، وأنهم اختطفوا من قبل جماعة مسلحة لبنانية وأعدموا بعد وقت قصير من اختطافهم. وكان يعتقد أنهم قد دفنوا في ورشة بناء تم طمسها بواسطة الأعمال الإنشائیة في وقت لاحق.
بعد ثلاثة عقود على الحادث، ومصير الدبلوماسيين المفقودين لا یزال بقي مقفّلا في مناظرة بين إيران وإسرائيل. وبغض النظر عن هذا الجدل، فقد افترض كثير من العلماء أنهم قد أعدموا بعد وقت قصير من اختطافهم من قبل الكتائب.

## التحقیقات
وقال وزير الخارجية اللبناني عدنان منصور، في لقاء مع عائلات الدبلوماسيين الإيرانيين المختطفين: "لقد أرسلت بيروت رسالتین رسمیتین للأمم المتحدة في العامين الماضيين تؤكد اختطاف المواطنين الإيرانيين على الأراضي اللبنانية، وقد سجلت هاتین الرسالتین بوصفها وثائق رسمية في الأمانة العامة للأمم المتحدة. وقد طلب من وزارة العدل اللبنانية أن تقدم تقريرا عن أحدث تحقيقات في هذه القضية، متعهدة بعدم ادخار أي جهد على الصعيدين الوطني والدولي على حد سواء لحل هذه المشكلة المؤلمة.
ونقلت وكالة أنباء فارس الإيرانية عن الرئيس الإيراني السابق، محمود أحمدي نجاد في خطابه لأمين عام الأمم المتحدة بان كي مون خلال لقاء في نيويورك: «وفيما يتعلق بالدبلوماسيين الإيرانيين الأربعة المختطفين، هناك وثائق تظهر أنهم على قيد الحياة وبين يدي الكيان الصهيوني». وأضاف:«كنا نتوقع الأمين العام للأمم المتحدة إلى اتخاذ إجراءات جادة لإطلاق سراحهم».

## في الثقافة الشعبیة

### واقف في الغبار
واقف في الغبار (بالفارسية: ایستاده در غبار) هو فيلم سينمائي إيراني صدر عام 2015 من إخراج المخرج الإيراني (محمد حسين مهدويان وإنتاج حبيب الله والي نجاد، يتحدث عن حياة أحمد متوسلیان قائد فرقة 27 محمد رسول الله التابعة لحرس الثورة الإسلامية خلال الحرب العراقية الإيرانية والدبلوماسي الإيراني الذي اختطف في لبنان عام 1982مـ كما يتضمن مشاهد للحرب العراقية الإيرانية.

### زبر الحدید 3
المجلد الثالث من مجموعة کتب زبر الحدید هو حول حیاة أحمد متوسلیان کتبته زهرا رجبي متین، وتم نشره من قبل دار نشر الهدی الدولیة وتنشر باللغتين العربية والإنجليزية. زبر الحدید 3 یتکون من سبعة أقسام؛ أحمد متوسلیان، الرجل المقاتل، متوسلیان وقوات حرس الثورة، متوسلیان في اقليم كردستان، متوسلیان في خوزستان، متوسلیان في لبنان، والمشاهدات والنقاشات الجمیلة.

### كمين يوليو 1982
كمين يوليو 1982 کتاب یتضمن الجدول الزمني للأحداث حول اختطاف الدبلوماسيين الإيرانيين من 1982 إلی 2005، الذي كتبه حامد داودآبادي. هذا الكتاب قيم جداً لمعرفة ما حدث للدبلوماسيين الإيرانيين في لبنان. تم الكشف عن الترجمة الإنجليزية لكتاب من قبل رئيس مؤسسة الحفاظ على الآثار وقيم الدفاع المقدس، محمد باقرزاده. الكتاب نشر من قبل مؤسسة جمران ومؤسسة الحفاظ على الآثار وقيم الدفاع المقدس في 292 صفحة.

## النصب التذکاري لأحمد متوسلیان في الحدود الفلسطینیة
هناك تمثال مثبّتة لأحمد متوسلیان في مارون الرأس، وهي قرية لبنانية في جبل عامل في محافظة النبطية. التمثال هو نصب تذكاري ويحاول إثبات اختطاف القائد.
وقال عبد المجيد فرحاني، مصمم تمثال متوسلیان: "بعد الدراسات التي أدیتها حول سيرة أحمد متوسلیان والتحدث مع أصدقائي، قررت أن أصمم تمثال هذه الأسطورة الكبيرة في حالة ملحمیة یجعل الناس يذكرونه. منذ أن شن أحمد متوسلیان العديد من العمليات في كردستان، ونظرا إلى المناطق الجبلية في ذلك المكان، فكرة تصميم تمثال أحمد متوسلیان بالقرب من صخرة، كانت رائعا جدا. ومحور الفكرة هو أيضا توجيه أصابع متوسلیان وهذا يظهر استهدافه. في الواقع هذه الشخصیة العظيمة قد ذكر بعض الجمل ضد الكيان الصهيوني.

## انظر أیضا
- اختطاف الدبلوماسيين إلايرانيين (1982)
- قائمة الأشخاص الذين اختفوا في ظروف غامضة